# Sankt Julian
Sankt Julian település Németországban, Rajna-vidék-Pfalz tartományban. Lakosainak száma 1093 fő (2023. december 31.).

## Népesség
A település népességének változása:
| Lakosok száma | 1497 | 1040 | 1054 | 1089 | 1097 | 1093 |
|               | 1975 | 2017 | 2019 | 2021 | 2022 | 2023 |